# Ли Чхоль Сын
Ли Чхоль Сын (кор. 이철승?, 李哲承?, р.29 июня 1972) — южнокорейский игрок в настольный теннис, чемпион Азиатских игр, призёр чемпионатов мира и Олимпийских игр.

## Биография
Родился в 1972 году. В 1992 году стал бронзовым призёром Олимпийских игр в Барселоне. В 1994 году стал чемпионом Азиатских игр. В 1995 году стал обладателем бронзовой медали чемпионата мира. В 1996 году стал бронзовым призёром Олимпийских игр в Атланте. В 1997 году вновь завоевал бронзовую медаль чемпионата мира. В 1998 году стал обладателем серебряной медали Азиатских игр. В 2000 году принял участие в Олимпийских играх в Сиднее, но медалей не завоевал. В 2001 году опять стал обладателем бронзовой медали чемпионата мира. В 2002 году стал чемпионом Азиатских игр. В 2004 году принял участие в Олимпийских играх в Афинах, но опять неудачно.

## Государственные награды
- Орден «За спортивные заслуги» 2 класса Республики Корея — орден Отважного тигра (17 октября 2017)
- Орден «За спортивные заслуги» 3 класса Республики Корея — орден Могучего слона (13 августа 1992)